# NHK下馬ラジオ放送所

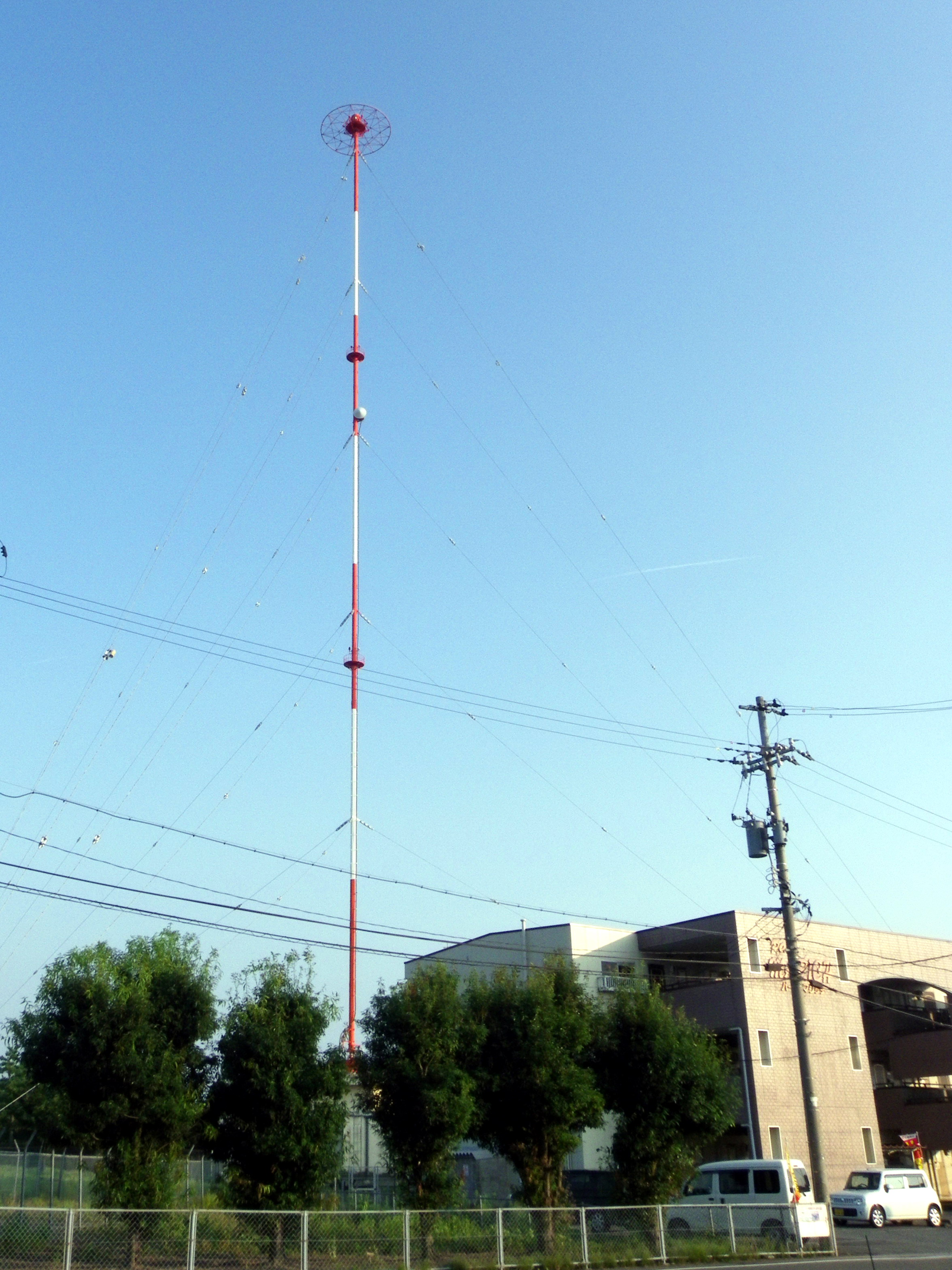
下馬ラジオ放送所（福井市下馬）

NHK下馬ラジオ放送所（エヌエイチケイげばラジオほうそうじょ）は、福井県福井市に置かれているNHK福井放送局のAMラジオ放送送信所である。

## 概要
- 当送信所は嶺北地域の広範囲に電波を発射している。
- なお、当送信所は福井県内におけるAMラジオ放送の基幹局となっている。

## 所在地
- 福井市下馬三丁目1303番地（福井市下馬中央公園北隣）

## 送信所概要
| 放送局名    | コール サイン | 周波数   | 空中線電力 | 放送対象 地域 | 放送区域 内世帯数 |
| ----------- | ------------- | -------- | ---------- | ------------- | ----------------- |
| NHK 福井第1 | JOFG          | 927 kHz  | 5 kW       | 福井県        | 約36万世帯        |
| NHK 福井第2 | JOFC          | 1521 kHz | 1 kW       | 全国          | 約-世帯           |

- NHKラジオ第1放送の法令上の放送エリアは福井県内となっているが、富山県・石川県・滋賀県・京都府の各一部地域もエリアに入る。